# Râul Carasulac
Râul Carasulac (în bulgară Кайнаки, în rusă Карасулак, în ucraineană Карасулак) este un râu din bazinul Dunării, care străbate partea de sud-vest a Regiunii Odesa din Ucraina. 

## Date geografice
Râul Carasulac izvorăște din apropiere de satul Cubei (Raionul Bolgrad), curge pe direcția sud-vest și se varsă într-un golf din Lacul Ialpug în apropiere de satul Cișmeaua-Văruită. 
În partea superioară străbate o vale din Podișul Podoliei și apoi se varsă printr-un canal într-un golf al Lacului Ialpug din zona de șes a Câmpiei Dunării. În sezonul de vară, debitul său scade foarte mult. Apele râului Carasulac sunt folosite pentru irigații. 
Principalele localități traversate de râul Carasulac sunt satele Cubei, Caracurt și Cișmeaua-Văruită. 